# Cheiracanthium mangiferae
Cheiracanthium mangiferae is een spinnensoort uit de familie Cheiracanthiidae.
De wetenschappelijke naam van de soort werd in 1896 gepubliceerd door Workman.